# Галкин, Виктор Павлович
Виктор Павлович Га́лкин (1901—1953) — капитан Рабоче-крестьянской Красной Армии, участник Великой Отечественной войны, Герой Советского Союза (1943).

## Биография
Виктор Галкин родился 14 (27) апреля 1901 года в городе Аткарске (ныне — Саратовская область). Окончил восемь классов школы в 1918 году. В феврале 1920 — декабре 1921 годов проходил службу в Рабоче-крестьянской Красной Армии, был делопроизводителем 504-го полевого госпиталя в родном городе. В 1930-х годах Галкин работал счетоводом на Гизельдонстрое в Северо-Осетинской АССР, бухгалтером в техникуме путей сообщения в Орджоникидзе (ныне — Владикавказ) и на селекционной станции в селе Михайловское Пригородного района. В сентябре 1941 года Галкин был повторно призван в армию. До апреля 1942 года он был помощником начальника хозяйственной части санитарного поезда № 130. В сентябре 1942 года Галкин окончил курсы усовершенствования командного состава.
С сентября 1942 года — на фронтах Великой Отечественной войны, был старшим адъютантом стрелкового батальона 1339-го горнострелкового полка 318-й стрелковой дивизии 18-й армии Северо-Кавказского фронта. Отличился во время боёв на Керченском полуострове. В ночь с 31 октября на 1 ноября 1943 года Галкин одним из первых в батальоне переправился через Керченский пролив и высадился на полуострове в районе посёлка Эльтиген (ныне — Героевское в черте Керчи) и лично повёл бойцов на штурм вражеской обороны. В течение шести дней он находился в боевых порядках подразделения, принимая активное участие в отражении контратак противника.
Указом Президиума Верховного Совета СССР от 17 ноября 1943 года за «мужество и героизм, проявленные в боях» старший лейтенант Виктор Галкин был удостоен высокого звания Героя Советского Союза с вручением ордена Ленина и медали «Золотая Звезда» за номером 2183.
8 декабря 1943 года в районе Керчи Галкин получил контузию и тяжёлое ранение в левый глаз, левое ухо и нос. До лета 1944 года он находился на излечении в госпитале. С июля 1944 года он являлся старшим адъютантом батальона 8-го учебного стрелкового полка Северо-Кавказского военного округа. В декабре 1945 года в звании капитана Галкин был уволен в запас. Проживал и работал в городе Дзауджикау (ныне — Владикавказ). Скончался 17 сентября 1953 года. Был похоронен на Караван-Сарайном кладбище Владикавказа, в мае 2006 года перезахоронен на Аллее Славы Красногвардейского парка Владикавказа.
Был также награждён рядом медалей.